# Ambundu

Ethnische Karte Angolas, Siedlungsgebiet der Ambundu ist hellbraun gekennzeichnet

Die Ambundu  sind eine Ethnie in Angola, die im Wesentlichen in einem breiten Landstreifen siedelt, der die Hauptstadt Luanda einschließt und sich nach Osten bis zur Provinz Malanje hinzieht. Ihre Sprache ist das Kimbundu, ihre  Selbstbezeichnung gelegentlich Akwambundu, selten Akwakimbundu („Wir Mbundu“). Sie werden ethnografisch oft als „nördliche Mbundu“ bezeichnet, im Gegensatz zu den Ovimbundu Zentralangolas, den „südlichen Mbundu“. Zahlenmäßig stellen sie gegenwärtig etwa ein Viertel der Bevölkerung Angolas dar. Ihre wichtigsten Untergruppen sind (von West nach Ost) die Luanda, die „eigentlichen“ Ambundu, die Kissama, die Dembo (Ndembu), die Ngola, die Bangala (Imbangala), die Songo, die Chinje, die Minungu und (nach Süden) die Libolo und Kibala.

## Ursprung
Um die Mitte des letzten Jahrtausends bestanden einerseits verschiedene politische Einheiten („Königreiche“) der Ambundu, vor allem das Königreich Ndongo, andererseits gehörte ein Teil von ihnen zum Kongoreich. Sehr früh kamen sie in Kontakt mit dem  portugiesischen „Brückenkopf“ Luanda, der vom 15. bis 19. Jahrhundert als eine Art Enklave bestand und Verbindungen verschiedener Art zu seinem Hinterland pflegte. Dadurch gab es bald „verstädterte“ Ambundu und die portugiesische Sprache und Kultur (einschließlich der Schrift) begann sich auch über Luanda hinaus zu verbreiten. Bis zum 19. Jahrhundert waren Teile der Ambundu aktiv in den Sklavenhandel verwickelt, bei dem Menschen aus dem heutigen Ostangola nach Brasilien und z. T. Zentralamerika verkauft wurden.

## Kolonialzeit
Von der Mitte des 19. Jahrhunderts an gerieten die Ambundu schrittweise unter die Kontrolle des portugiesischen Kolonialstaats, der von Luanda – und dem zweiten „Brückenkopf“, Benguela – aus Ende des 19. bzw. Anfang des 20. Jahrhunderts das Gebiet des heutigen Angola in Besitz nahm. Ihre „kulturelle Assimilierung“ ist während der Kolonialzeit daher am weitesten von allen Ethnien fortgeschritten, was sich u. a. darin ausdrückte, dass schon damals eine ganze Anzahl „westlich“ geprägter Intellektueller aus ihren Reihen hervorging.
Die kulturelle Assimilierung war in dieser Intensität nur möglich, weil die Ambundu in jener Phase ausnahmslos zum Christentum übertraten. Portugiesische, aber auch spanische Missionare waren vom 19. Jahrhundert an für die Katholische Kirche im gesamten Siedlungsbereich der Ambundu tätig. Im selben Zeitraum fasste dort, von Großbritannien und den USA ausgehend, die Methodistische Kirche Fuß, die sich für Erhalt und Weiterentwicklung des Kimbundu einsetzte, so die soziale Identität der Ambundu stärkte und zu einer Art informellem Sprecher dieser Volksgruppe wurde.
Gleichzeitig hatten jedoch auch die Ambundu in den ländlichen Gebieten den ganzen Druck eines Kolonialsystems zu ertragen, das sich vor allem von den 1920er Jahren an verstärkte. In einem Teil ihres Gebietes, der Baixa de Cassanje, wurde ihnen sogar der Zwangsanbau von Baumwolle auferlegt, eine Praxis, die sonst in Angola nicht zur Anwendung kam.

## Anti-kolonialer Widerstand und spätkoloniale Entwicklungen
Von der Mitte der 1950er Jahre an artikulierte sich infolgedessen unter den Ambundu, sowie unter der mit ihnen zusammenhängenden Mischlingsbevölkerung von Luanda, der antikoloniale Widerstand. Dieser schlug sich 1961 in einem unorganisierten „Bauernaufstand“ in der Baixa de Cassanje und der Erstürmung des Zentralgefängnisses von Luanda nieder.
In der Folgezeit fand das MPLA, eine von drei in den 1950er und 1960er Jahren entstehenden Unabhängigkeitsbewegungen, ihre Anhängerschaft vornehmlich unter den Ambundu. In deren Siedlungsbereich, konkret im Süden der Provinz Cuanza Norte, errichtete das MPLA seinen ersten Guerillastützpunkt in Angola, der allerdings nur eine geringe Aktivität zu entwickeln vermochte. Im Untergrund baute das MPLA jedoch im gesamten Gebiet der Ambundu, vor allem aber in Luanda, ein Netz von Zellen und Sympathisanten auf.
Gleichzeitig nutzten die Ambundu stärker als jede andere Ethnie die Möglichkeiten, die sich in Angola in der spätkolonialen Zeit 1961–1974 eröffneten, als das bis dahin geltende Eingeborenenstatut aufgehoben und alle Einwohner Angolas zu gleichberechtigten Staatsbürgern Portugals erklärt wurden. Die Ambundu nahmen die Möglichkeit schulischer Ausbildung in hohem Maß wahr, die sich durch die Reformen von 1962 eröffnete. Sie nutzten mit großem Erfolg jede sich bietende Gelegenheit, Anstellungen (meist allerdings auf unterem und mittlerem Niveau) im damals expandierenden öffentlichen Dienst und in Staatsbetrieben zu finden, zugleich auch innerhalb des Militärs und im Rahmen der Katholischen sowie der Methodistischen Kirche. In beiden Kirchen erreichten Ambundu bereits vor der Unabhängigkeit den Bischofsrang.

## Entkolonisierungskonflikt und Bürgerkrieg
Als Portugal Anfang 1974 seine Absicht erklärte, sich aus seinen Kolonien zurückzuziehen, brach ein Konflikt unter den rivalisierenden Unabhängigkeitsbewegungen MPLA, FNLA und UNITA aus, der nicht zuletzt für die Ambundu erhebliche Schäden mit sich brachte. Vor allem unmittelbar nach seinem Ausbruch fanden schwere Kämpfe in Luanda sowie nördlich und östlich der Hauptstadt statt. Dass sich das MPLA hier durchsetzte, hatte es zu einem guten Teil den (oft improvisierten) militärischen Einheiten zu verdanken, die es aus Ambundu rekrutierte. Bei der Vertreibung von FNLA und UNITA aus Luanda war eine spontane „Stadtguerilla“ aus jugendlichen Ambundu mitentscheidend. Auch die Truppenverbände, die dann im übrigen Land auf Seiten des MPLA zum Einsatz kamen, setzten sich weitgehend aus Ambundu zusammen. All dies führte zu einer klaren Identifizierung mit dem unabhängigen Angola, das 1975 vom MPLA ausgerufen wurde. Bei der hier aufgezeichneten Entwicklung bestand ein enges Bündnis zwischen den Ambundu und der in Luanda relativ zahlreichen Mischlingsbevölkerung; an diesem war auch eine ganze Anzahl von Angolaportugiesen beteiligt, meist jüngere Menschen mit besserer Schulbildung.

## Gegenwart
Die Ambundu wohnen heute zu einem großen, wahrscheinlich überwiegenden Teil in Städten, nicht nur in der Stadt und Provinz Luanda sowie den teilweise verstädterten Bereichen der angrenzenden Provinz Bengo, sondern auch in Malanje und Ndalatando sowie kleineren Städten wie Ambriz, Ambrizete, Caxito und Dondo.